# Теплофізичні параметри гірських порід
Теплофізичні параметри гірських порід (рос. теплофизические параметры горных пород, англ. thermal physical parameters of rocks, нім. thermophysische Parameter n des Gesteins) – питома теплопровідність, температуропровідність, питома теплоємкість, коефіцієнти лінійного та об’ємного розширення, тепловіддача, плавкість, випаровуваність. Відіграють велику роль при термічних та електрофізичних способах руйнування.
Основні термічні коефіцієнти – теплопровідності, температуропровідності і теплоємності – пов'язані між собою рівнянням:
а = λ/сρ
де а – коефіцієнт температуропровідності, м2/с; λ – коефіцієнт теплопровідності, Дж/(с∙К∙м); с – питома теплоємність матеріалу, Дж/(кг∙К); ρ – густина матеріалу, кг/м3.
Гірські породи та вугілля за своїми тепловими властивостями наближаються до теплоізоляторів і являють собою неоднорідні тіла, що складаються з твердих інгредієнтів, рідинних прошарків і повітряних комірок. Коефіцієнт теплопровідності таких матеріалів є умовною величиною й іноді називається видимим коефіцієнтом теплопровідності. 
Для вугілля різного ступеня метаморфізму в інтервалі температур від 20 до 100°С існує лінійна залежність λ від температури, температурний коефіцієнт β=0,002 град-1:.
Зростання коефіцієнта температуропровідності вугілля в інтервалі температур 0-200°С незначне, оскільки одночасно із збільшенням теплопровідності зростає і теплоємність вугілля. Збільшення коефіцієнта температуропровідності після 250-300°С пояснюється одночасним впливом збільшення коефіцієнта теплопровідності, зменшенням теплоємності і густини внаслідок збільшення пористості в процесі виділення летких.
Найменші значення теплопровідності і температуропровідності в ряді метаморфізму мають жирне і коксівне вугілля. Значення λ і а збільшуються при переході до газового вугілля, з одного боку, до пісного вугілля і антрацитів – з іншого. Температуропровідність вугілля змінюється в ряді метаморфізму в значно меншій мірі, ніж теплопровідність. Температуропровідність вугілля зменшується із зростанням насипної ваги.
При нормальних температурах теплопровідність вугілля змінюється від 0,10 до 0,13 Дж/(м∙с∙град.), а температуропровідність від 10-4 до 1,8х10-4 м2/с.
Таким чином, температурний коефіцієнт для вугілля позитивний, а зростання λ із збільшенням температури відбувається або за лінійним, або, при підвищених температурах, за квадратичним законом. Збільшення коефіцієнта теплопровідності вугілля і горючих сланців із зростанням температури пояснюється значною мірою сильним впливом променевого теплообміну і конвекції між поверхнями пор палива через газові комірки, що їх розділяють.